# Vladislav Kuzhal
Vladislav Kuzhal (tiếng Belarus: Уладзіслаў Кужаль; tiếng Nga: Владислав Кужаль; sinh 12 tháng 8 năm 1998) là một cầu thủ bóng đá Belarus. Tính đến năm 2016, anh thi đấu cho Dinamo Brest.

## Danh hiệu
Dinamo Brest
- Vô địch Cúp bóng đá Belarus: 2016–17